# 索菲娅·安德雷森

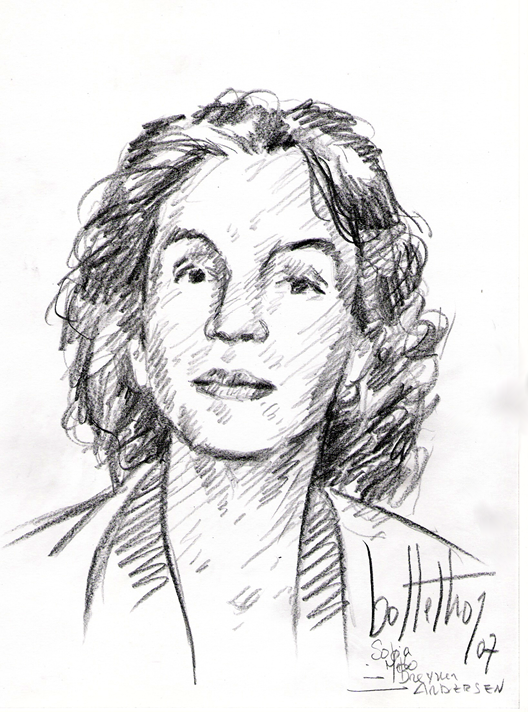
索菲娅·安德雷森

索菲娅·安德雷森（葡萄牙語：Sophia de Mello Breyner Andresen，1919年11月6日—2004年7月2日），葡萄牙诗人和作家，出生于波尔图，就读于里斯本大学。1969年朱奥·西萨·蒙岱罗拍摄了一部关于她的纪录片。